# عنصر الحجم
في الرياضيات، يوفر عنصر الحجم (بالإنجليزية: Volume element)‏ وسيلة لتكامل دالة فيما يتعلق بالحجم في أنظمة إحداثيات مختلفة مثل الإحداثيات الكروية والإحداثيات الأسطوانية. وبالتالي فإن عنصر الحجم هو تعبير على الصورة:
{\displaystyle dV=\rho (u_{1},u_{2},u_{3})\,du_{1}\,du_{2}\,du_{3}}
حيث: ال {\displaystyle u_{i}} هي الإحداثيات، وبذلك يكون حجم أي مجموعة {\displaystyle B} يمكن حسابه بواسطة المعادلة:
{\displaystyle \operatorname {Volume} (B)=\int _{B}\rho (u_{1},u_{2},u_{3})\,du_{1}\,du_{2}\,du_{3}.}
على سبيل المثال، في الإحداثيات الكروية {\displaystyle dV=u_{1}^{2}\sin u_{2}\,du_{1}\,du_{2}\,du_{3}}، أي أن {\displaystyle \rho =u_{1}^{2}\sin u_{2}}.
لا تقتصر فكرة عنصر الحجم على الأبعاد الثلاثة: في بُعدين يُعرف غالبًا باسم «عنصر المساحة»، ويكون مفيدًا لإجراء تكاملات السطح. ومع تغييرات الإحداثيات، يتغير عنصر الحجم بالقيمة المطلقة للمحدد الياكوبي Jacobian لتحويل الإحداثيات (عن طريق تغيير المتغيرات). تسمح هذه الحقيقة بتعريف عناصر الحجم كنوع من القياس على متعدد الشعب. في متعدد شعب قابل للتفاضل، ينشأ عنصر الحجم عادةً من شكل الحجم: شكل تفاضلي من الدرجة العليا. في متعدد الشعب غير القابل للتوجيه، يكون عنصر الحجم عادةً هو القيمة المطلقة لنموذج الحجم (المُحدَّدَ محليًا): فهو يُعَرِّف كثافة 1 1-density.

## عنصر الحجم في الفضاء الإقليدي
في الفضاء الإقليدي، يُعرِّف عنصر الحجم بواسطة حاصل ضرب تفاضلات الإحداثيات الديكارتية
{\displaystyle dV=dx\,dy\,dz.}
في أنظمة إحداثيات مختلفة على الصورة{\displaystyle x=x(u_{1},u_{2},u_{3})} و{\displaystyle y=y(u_{1},u_{2},u_{3})} و{\displaystyle z=z(u_{1},u_{2},u_{3})}، يتغير عنصر الحجم بواسطة المصفوفة الياكوبية Jacobian (المحدد) لتغيير الإحداثيات:
{\displaystyle dV=\left|{\frac {\partial (x,y,z)}{\partial (u_{1},u_{2},u_{3})}}\right|\,du_{1}\,du_{2}\,du_{3}.}
على سبيل المثال، في الإحداثيات الكروية
{\displaystyle {\begin{aligned}x&=\rho \cos \theta \sin \phi \\y&=\rho \sin \theta \sin \phi \\z&=\rho \cos \phi \end{aligned}}}
المحدد الياكوبي هو
{\displaystyle \left|{\frac {\partial (x,y,z)}{\partial (\rho ,\theta ,\phi )}}\right|=\rho ^{2}\sin \phi }
وبالتالي
{\displaystyle dV=\rho ^{2}\sin \phi \,d\rho \,d\theta \,d\phi .}
يمكن اعتبار هذا كحالة خاصة لحقيقة أن الأشكال التفاضلية تتحول من خلال التراجع (pullback) {\displaystyle F^{*}} بحيث
{\displaystyle F^{*}(u\;dy^{1}\wedge \cdots \wedge dy^{n})=(u\circ F)\det \left({\frac {\partial F^{j}}{\partial x^{i}}}\right)dx^{1}\wedge \cdots \wedge dx^{n}}

## عنصر الحجم من الفضاء الجزئي الخطي
نفترض الفضاء الجزئي الخطي للفضاء الإقليدي ذي الأبعاد n والذي يمتد بواسطة مجموعة من المتجهات المستقلة خطيًا
{\displaystyle X_{1},\dots ,X_{k}.}
للعثور على عنصر الحجم في الفضاء الجزئي، من المفيد معرفة «حقيقة» من الجبر الخطي تنص على أن حجم متوازي السطوح parallelepiped يمتد بواسطة {\displaystyle X_{i}} هو الجذر التربيعي لمحدد المصفوفة الجرامية Gramian matrix لـ {\displaystyle X_{i}} :
{\displaystyle {\sqrt {\det(X_{i}\cdot X_{j})_{i,j=1\dots k}}}.}
يمكن إعطاء إحداثيات {\displaystyle (u_{1},u_{2},\dots ,u_{k})} لأي نقطة p في الفضاء الجزئي بحيث
{\displaystyle p=u_{1}X_{1}+\cdots +u_{k}X_{k}.}
عند نقطة ما p، إذا شكلنا متوازي سطوح صغير أبعاد جوانبه هي {\displaystyle du_{i}}، فإن حجم متوازي السطوح هو الجذر التربيعي لمحدد المصفوفة الجرامية
{\displaystyle {\sqrt {\det \left((du_{i}X_{i})\cdot (du_{j}X_{j})\right)_{i,j=1\dots k}}}={\sqrt {\det(X_{i}\cdot X_{j})_{i,j=1\dots k}}}\;du_{1}\,du_{2}\,\cdots \,du_{k}.}
هذا يحدد بالتالي شكل الحجم في الفضاء الجزئي الخطي.

## عنصر الحجم لمتعددات الشعب
في متعدد الشعب الريماني الموجه ذي البعد n، يكون عنصر الحجم يساوي Hodge المزدوج (Hodge dual) لدالة الوحدة الثابتة، {\displaystyle f(x)=1} :
{\displaystyle \omega =\star 1.}
بالمثل، عنصر الحجم هو بالضبط موتر Levi-Civita {\displaystyle \epsilon } (Levi-Civita tensor). في الإحداثيات،{\displaystyle \omega =\epsilon ={\sqrt {\left|\det g\right|}}\,dx^{1}\wedge \cdots \wedge dx^{n}}حيث {\displaystyle \det g} هو محدد موتر متري g مكتوب في نظام الإحداثيات.

### عنصر مساحة السطح
يمكن استكشاف مثال بسيط لعنصر الحجم من خلال التفكير في سطح ثنائي الأبعاد مضمن في الفضاء الإقليدي ذي البعد n. يسمى عنصر الحجم هذا أحيانًا عنصر المساحة. افترض مجموعة فرعية {\displaystyle U\subset \mathbb {R} ^{2}} ودالة
{\displaystyle \varphi :U\to \mathbb {R} ^{n}}
وبالتالي يحدد سطح مضمن في {\displaystyle \mathbb {R} ^{n}}. في بُعدين، فإن الحجم هو مجرد مساحة، ويُعطي عنصر الحجم طريقة لتحديد مساحة أجزاء من السطح. وبالتالي فإن عنصر الحجم هو تعبير على الصورة
{\displaystyle f(u_{1},u_{2})\,du_{1}\,du_{2}}
التي تسمح بحساب مساحة المجموعة B الواقعة على السطح عن طريق حساب التكامل
{\displaystyle \operatorname {Area} (B)=\int _{B}f(u_{1},u_{2})\,du_{1}\,du_{2}.}
هنا سنجد عنصر الحجم على السطح الذي يحدد المنطقة بالمعنى المعتاد. المصفوفة الياكوبية للدالة هي
{\displaystyle \lambda _{ij}={\frac {\partial \varphi _{i}}{\partial u_{j}}}}
وقيمة i من 1 إلى n، بينما قيمة j من 1 إلى 2. يستحث المقياس الإقليدي في الفضاء ذي البعد n مقياسًا {\displaystyle g=\lambda ^{T}\lambda } على المجموعة U، وتكون عناصر المصفوفة
{\displaystyle g_{ij}=\sum _{k=1}^{n}\lambda _{ki}\lambda _{kj}=\sum _{k=1}^{n}{\frac {\partial \varphi _{k}}{\partial u_{i}}}{\frac {\partial \varphi _{k}}{\partial u_{j}}}.}
يُعطى محدد المقياس بواسطة
{\displaystyle \det g=\left|{\frac {\partial \varphi }{\partial u_{1}}}\wedge {\frac {\partial \varphi }{\partial u_{2}}}\right|^{2}=\det(\lambda ^{T}\lambda )}
بالنسبة للأسطح العادية، فإن هذا المحدد لا يتلاشى؛ بالمثل، المصفوفة الياكوبية لها المرتبة 2.
الآن افترض تغيير الإحداثيات على U، من خلال اختلاف الشكل diffeomorphism
{\displaystyle f\colon U\to U,}
بحيث الإحداثيات {\displaystyle (u_{1},u_{2})} تُعطى بدلالة{\displaystyle (v_{1},v_{2})} بواسطة {\displaystyle (u_{1},u_{2})=f(v_{1},v_{2})}. المصفوفة الياكوبية لهذا التحول هي
{\displaystyle F_{ij}={\frac {\partial f_{i}}{\partial v_{j}}}.}
في الإحداثيات الجديدة لدينا
{\displaystyle {\frac {\partial \varphi _{i}}{\partial v_{j}}}=\sum _{k=1}^{2}{\frac {\partial \varphi _{i}}{\partial u_{k}}}{\frac {\partial f_{k}}{\partial v_{j}}}}
وهكذا يتحول المقياس كـ
{\displaystyle {\tilde {g}}=F^{T}gF}
حيث {\displaystyle {\tilde {g}}} هو مقياس الانسحاب في نظام الإحداثيات v. والمحدد هو
{\displaystyle \det {\tilde {g}}=\det g\left(\det F\right)^{2}.}
بالنظر إلى البناء أعلاه، يكون من السهل الآن فهم كيف يكون عنصر الحجم ثابتًا في ظل تغيير الإحداثيات مع الحفاظ على الاتجاه.
في بُعدين، يكون الحجم هو المساحة فقط.. مساحة مجموعة فرعية {\displaystyle B\subset U} من خلال التكامل
{\displaystyle {\begin{aligned}{\mbox{Area}}(B)&=\iint _{B}{\sqrt {\det g}}\;du_{1}\;du_{2}\\&=\iint _{B}{\sqrt {\det g}}\left|\det F\right|\;dv_{1}\;dv_{2}\\&=\iint _{B}{\sqrt {\det {\tilde {g}}}}\;dv_{1}\;dv_{2}.\end{aligned}}}
وبالتالي، في أي من نظامي الإحداثيات، يأخذ عنصر الحجم نفس التعبير: يكون التعبير عن عنصر الحجم ثابتًا عند تغيير الإحداثيات.
لاحظ أنه لم يكن هناك شيء خاص ببعدين في العرض أعلاه؛ ما ورد أعلاه يعمم على أية أبعاد اختيارية.

### مثال: الكرة
على سبيل المثال، نفترض الكرة التي نصف قطرها r ومركزها عند نقطة الأصل في نظام الإحداثيات ثلاثي الأبعاد R 3. يمكن تحديد معلمات باستخدام الإحداثيات الكروية كالتالي
{\displaystyle \phi (u_{1},u_{2})=(r\cos u_{1}\sin u_{2},r\sin u_{1}\sin u_{2},r\cos u_{2}).}
إذن
{\displaystyle g={\begin{pmatrix}r^{2}\sin ^{2}u_{2}&0\\0&r^{2}\end{pmatrix}},}
وعنصر المساحة هو
{\displaystyle \omega ={\sqrt {\det g}}\;du_{1}du_{2}=r^{2}\sin u_{2}\,du_{1}du_{2}.}